# Val Fiscalina
La Val Fiscalina (Fischleintal in tedesco) è una valle di 4,5 km dell'Alto Adige, che parte dal paese di Sesto in cima alla Val Pusteria, o più precisamente in valle di Sesto, e si introduce all'interno del Parco naturale Tre Cime. La strada di accesso alla valle si interrompe poco dopo il paese di Moso (Moos), frazione di Sesto, precisamente al parcheggio sito nei pressi dell'albergo Dolomitenhof, a quota 1.454 metri s.l.m..
La valle è uno dei principali punti di accesso al Parco naturale Tre Cime, che a sua volta contiene molte delle più famose cime delle Dolomiti di Sesto, tra cui: la Croda Rossa di Sesto, le Crode Fiscaline e la Punta dei Tre Scarperi, le Tre Cime di Lavaredo, la Croda dei Toni, la Cima Undici e altre ancora.

## Etimologia

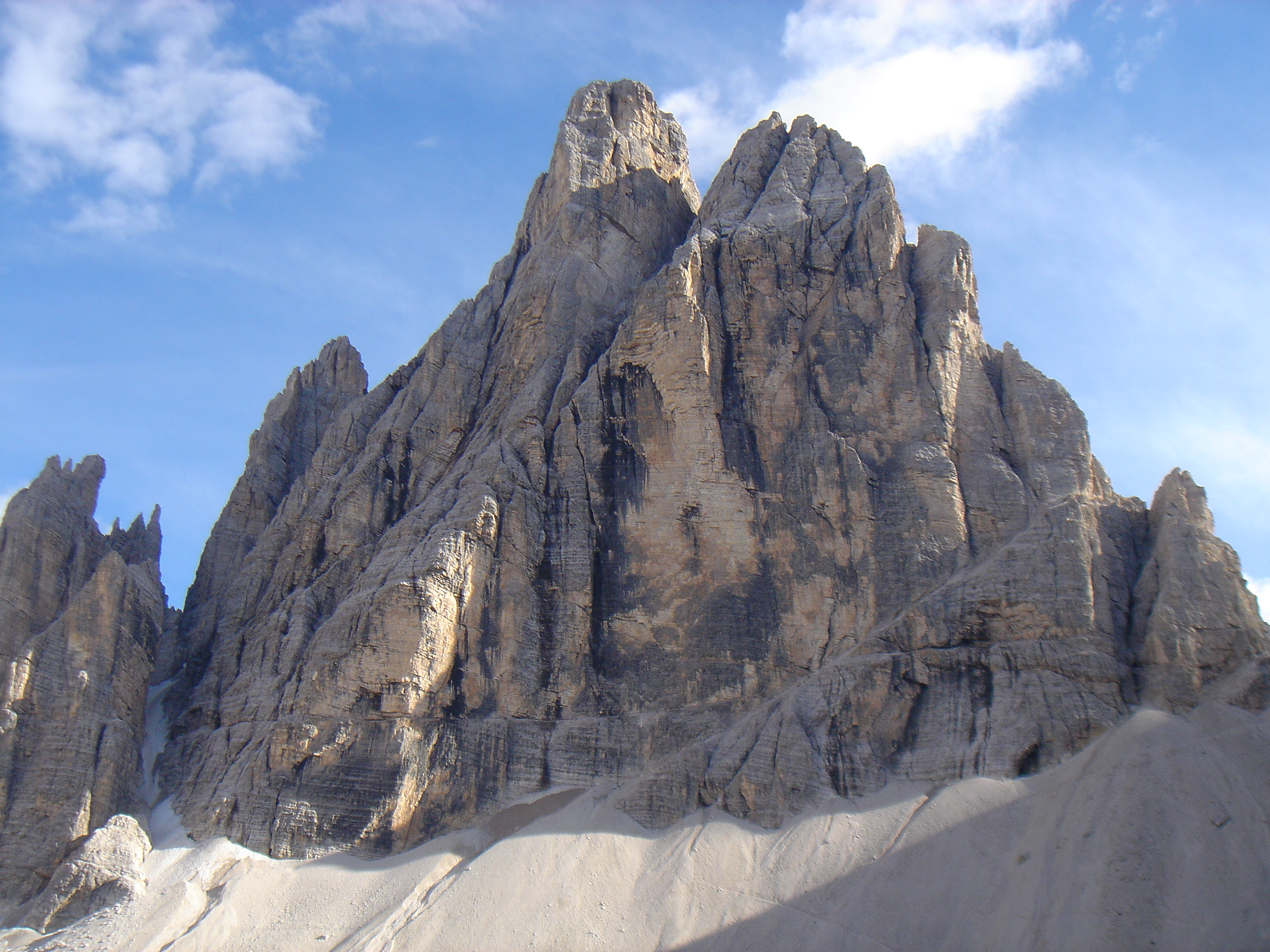
Cima Dodici (Zwölferkofel) o Croda dei Toni dalla Val Fiscalina nelle Dolomiti di Sesto

Il nome Fischlein è l'antica tedeschizzazione (adattamento fonetico) del toponimo romanzo "Uiscalina" riferito a un'alpe (luogo di alpeggio) e attestato già nel X secolo in un diploma imperiale.

## Storia

### Prima guerra mondiale
La valle è stata, durante il primo conflitto mondiale, teatro di sanguinose battaglie tra gli Alpini e i Kaiserjäger (cacciatori imperiali), un reparto di fanteria leggera dell'esercito imperiale austro-ungarico.

### La frana
Il 12 ottobre 2007 alle 9.34 dal monte Cima Una (2.698 m) è caduta una frana di grosse proporzioni, con stime che variano da 60.000 a 150.000 metri cubi di roccia. La caduta verticale del lastrone, che misurava 100 m di altezza, 30 di larghezza e 10 di profondità per quasi 1000 metri fortunatamente non ha causato vittime o feriti, ma ha sollevato una grossa nube di polvere calcarea che ha ricoperto tutta la valle per molti giorni.

## Sport

### Sci di fondo
Sempre in prossimità dell'albergo Dolomitenhof, a quota 1.454 m parte l'anello che arriva fino alla fine della valle (1548 m). La pista è collegata a quella che sale da San Candido passando da San Vito (St. Veit) e Moso (Sesto).

## Rifugi
- Rifugio Fondovalle

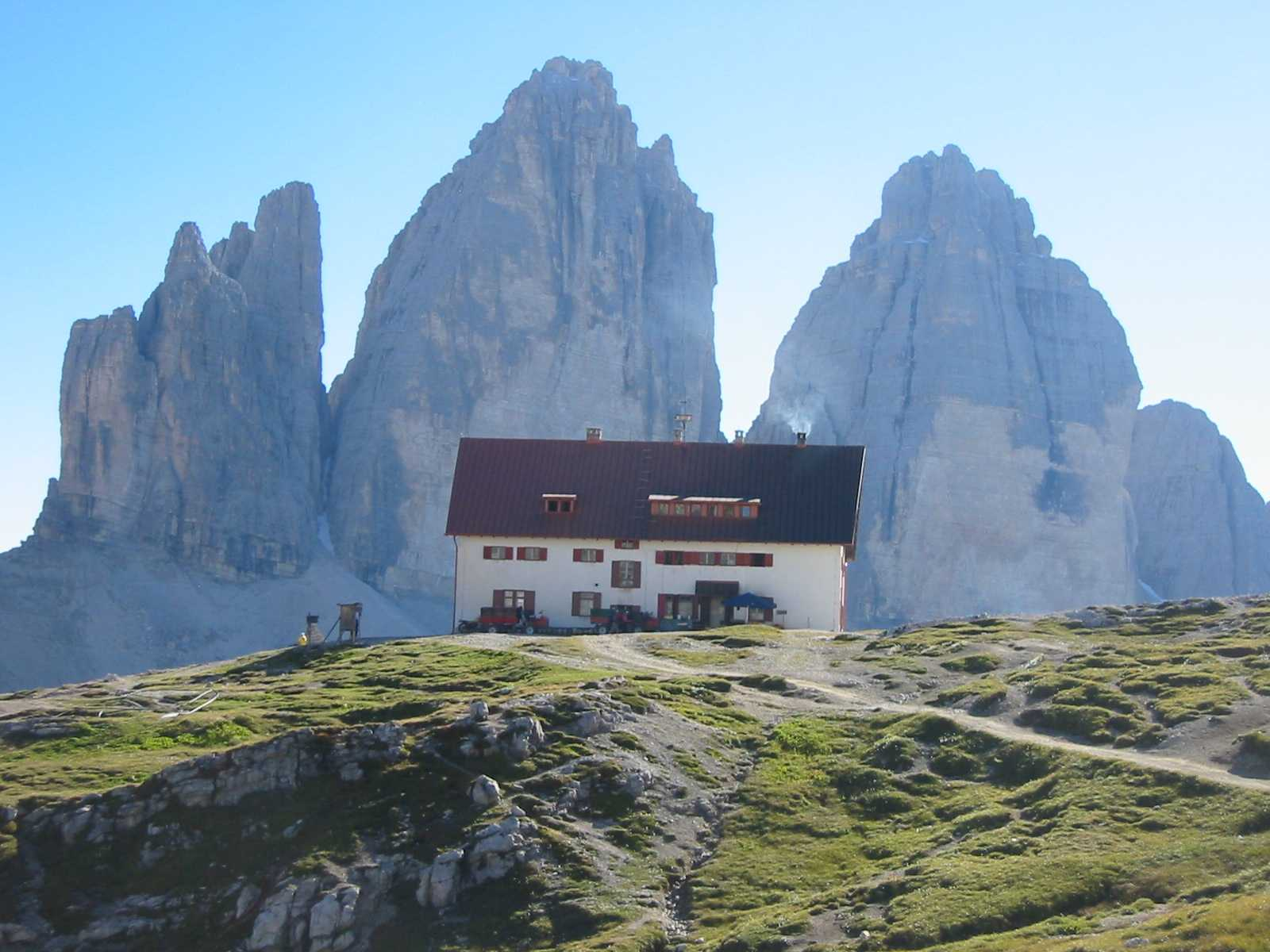
Rifugio Locatelli-Innerkofler

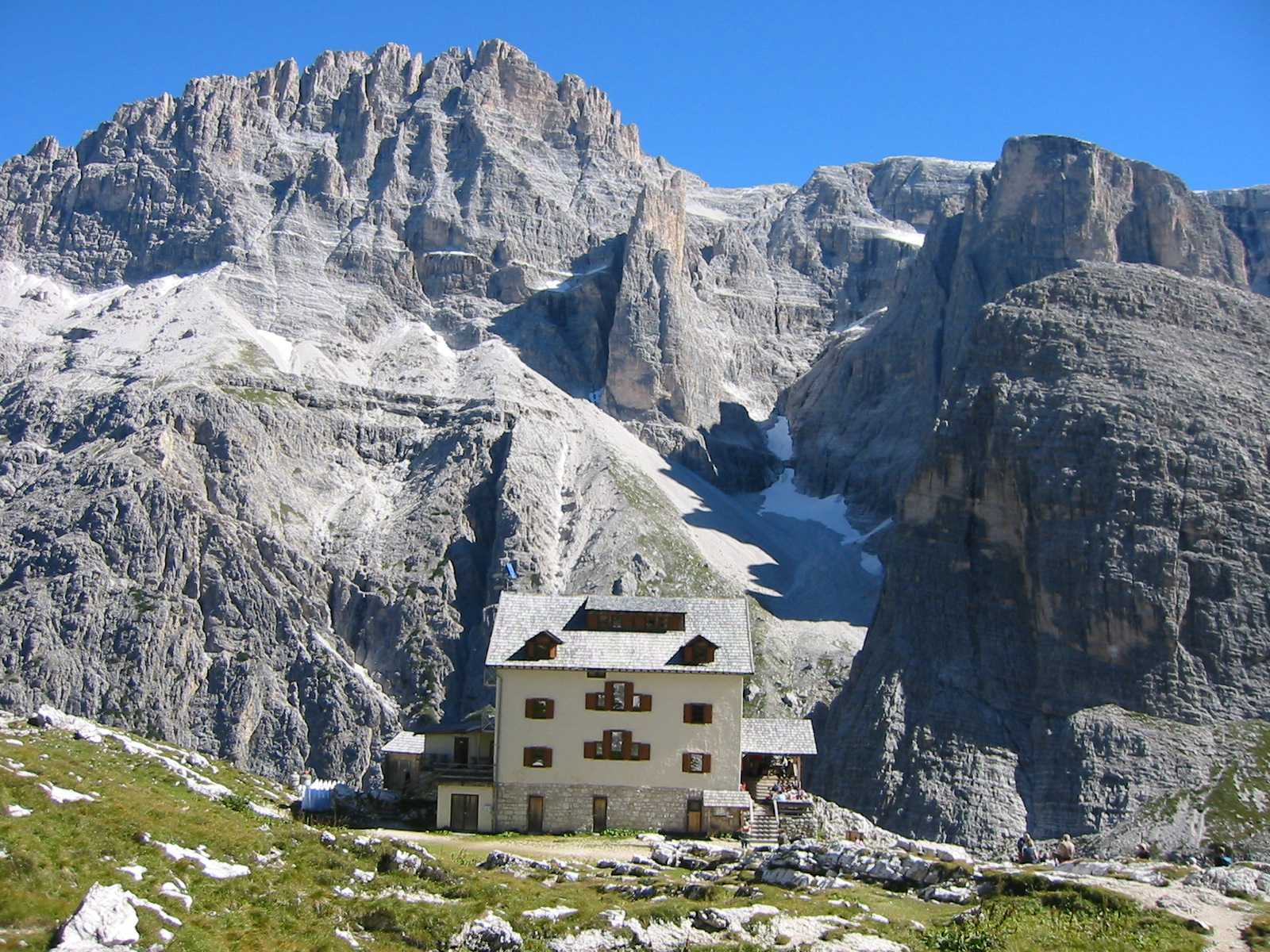
Rifugio Zsigmondy-Comici

- Rifugio Antonio Locatelli - Sepp Innerkofler
- Rifugio Zsigmondy-Comici
- Rifugio Pian di Cengia